# مسلفة
المِسْلَفة (جمع: مَسالف) أو المِسخَفة (جمع: مَساخف) هو آلة أو أداة من الآلات الزراعية تستخدم للحراثة الثانوية، أي لعزق التربة واقتلاع الأعشاب الضارة حول الزرع. يشير أحد معاني الاسم إلى الإطارات المسننة التي تخترق التربة أثناء جرها خطيًا. يشير أيضًا إلى الآلات التي تستخدم الحركة الدورانية للأقراص أو الأسنان لتحقيق نتيجة مماثلة.
تُقلب المسالف التربة وتسحقها إما قبل الزراعة (لتهوية التربة وتحضير مهد ناعم ورخو) أو بعد أن يبدأ المحصول في النمو (لقتل الأعشاب الضارة - يؤدي تحريك التربة السطحية المتحكم به بالقرب من المحاصيل إلى قتل الأعشاب المحيطة عن طريق اقتلاعهم ودفن أوراقهم لتعطيل عملية التركيب الضوئي أو كليهما). على عكس المشط ، الذي يزعج سطح التربة بالكامل ، فإن المزارعين مصممون لتعكير صفو التربة في أنماط دقيقة ، مع تجنيب نباتات المحاصيل مع تعطيل الحشائش.
غالبًا ما تكون المسالف من النوع المسنن مشابهة لشكل محاريث الإزميل لكن غرضهم مختلف. تعمل المسالف المسننة بالقرب من السطح عادةً لمكافحة الأعشاب بينما تعمل سيقان محراث الإزميل بعمق تحت السطح ما يؤدي إلى تكسير الأحواض الصلبة. لذلك تحتاج المسالف أقل طاقة الحرث بالإزميل.

## معرض الصور

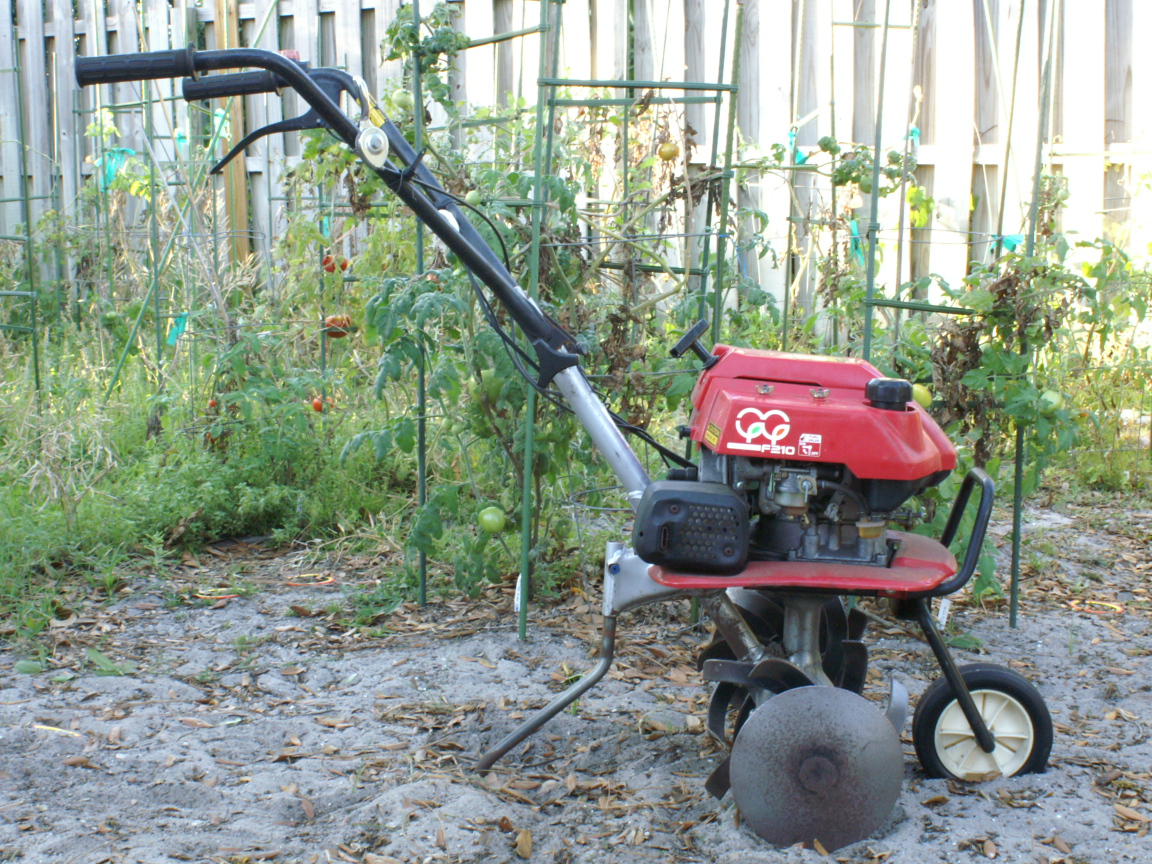
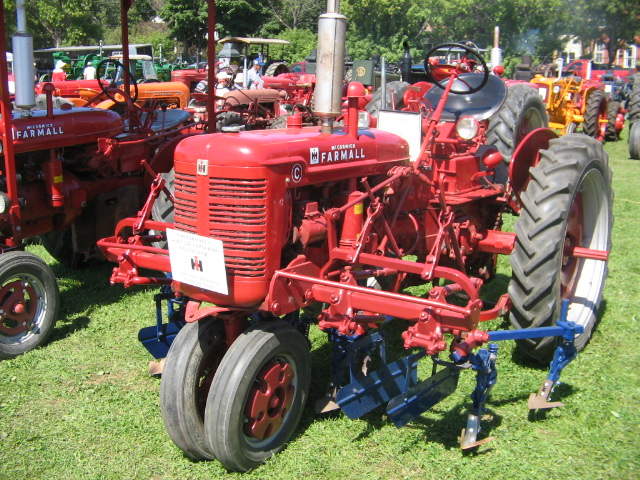
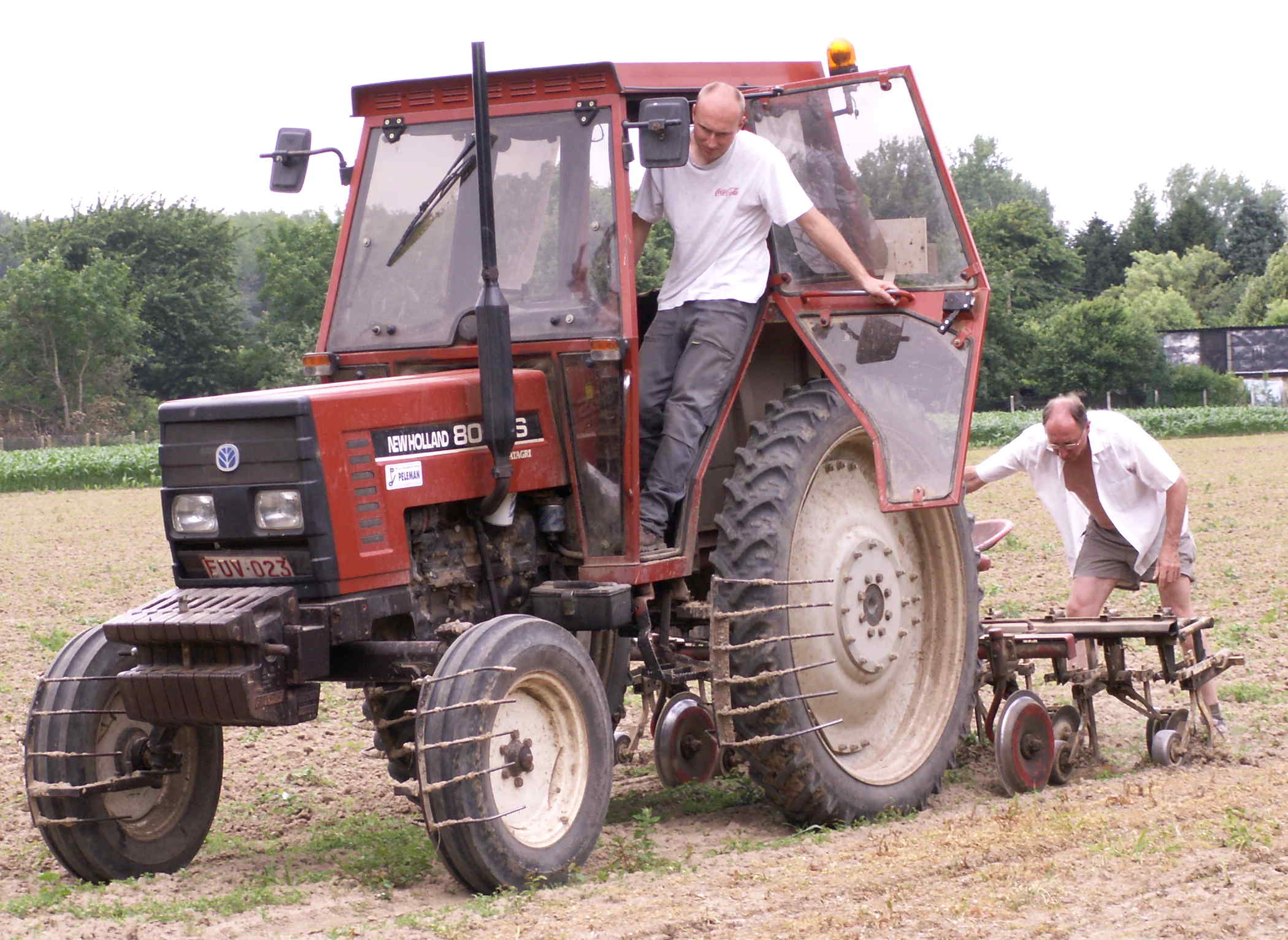
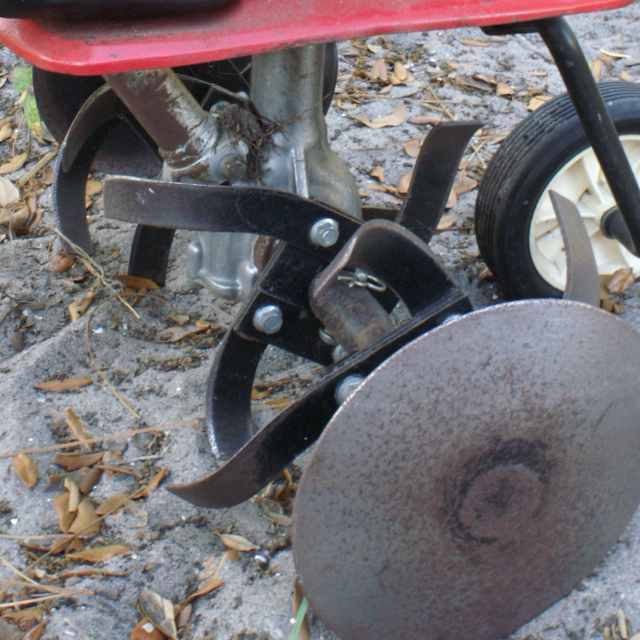
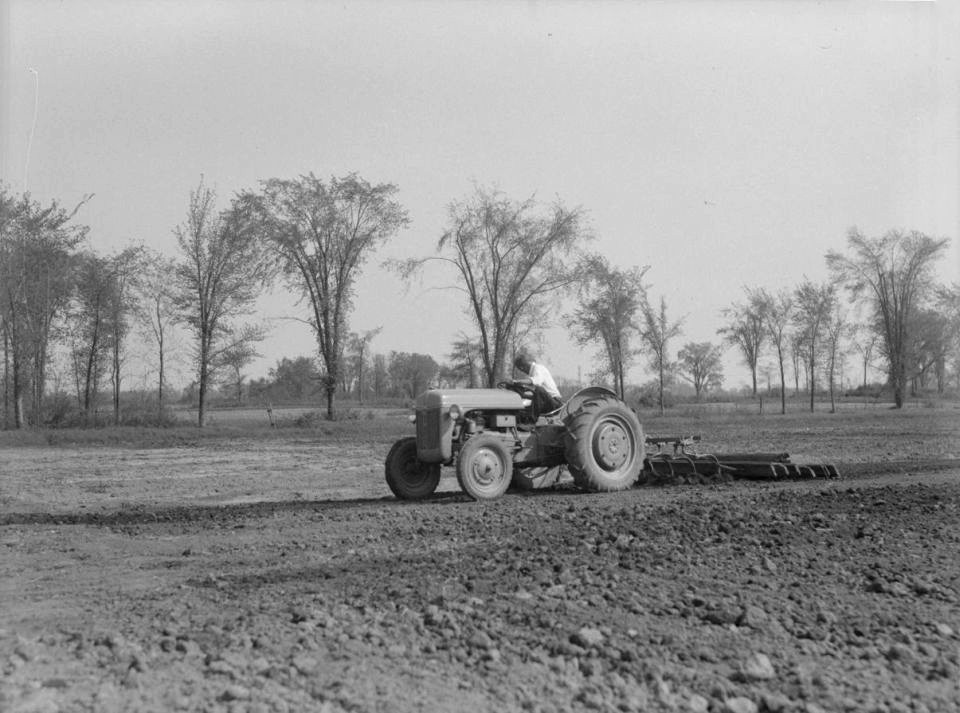
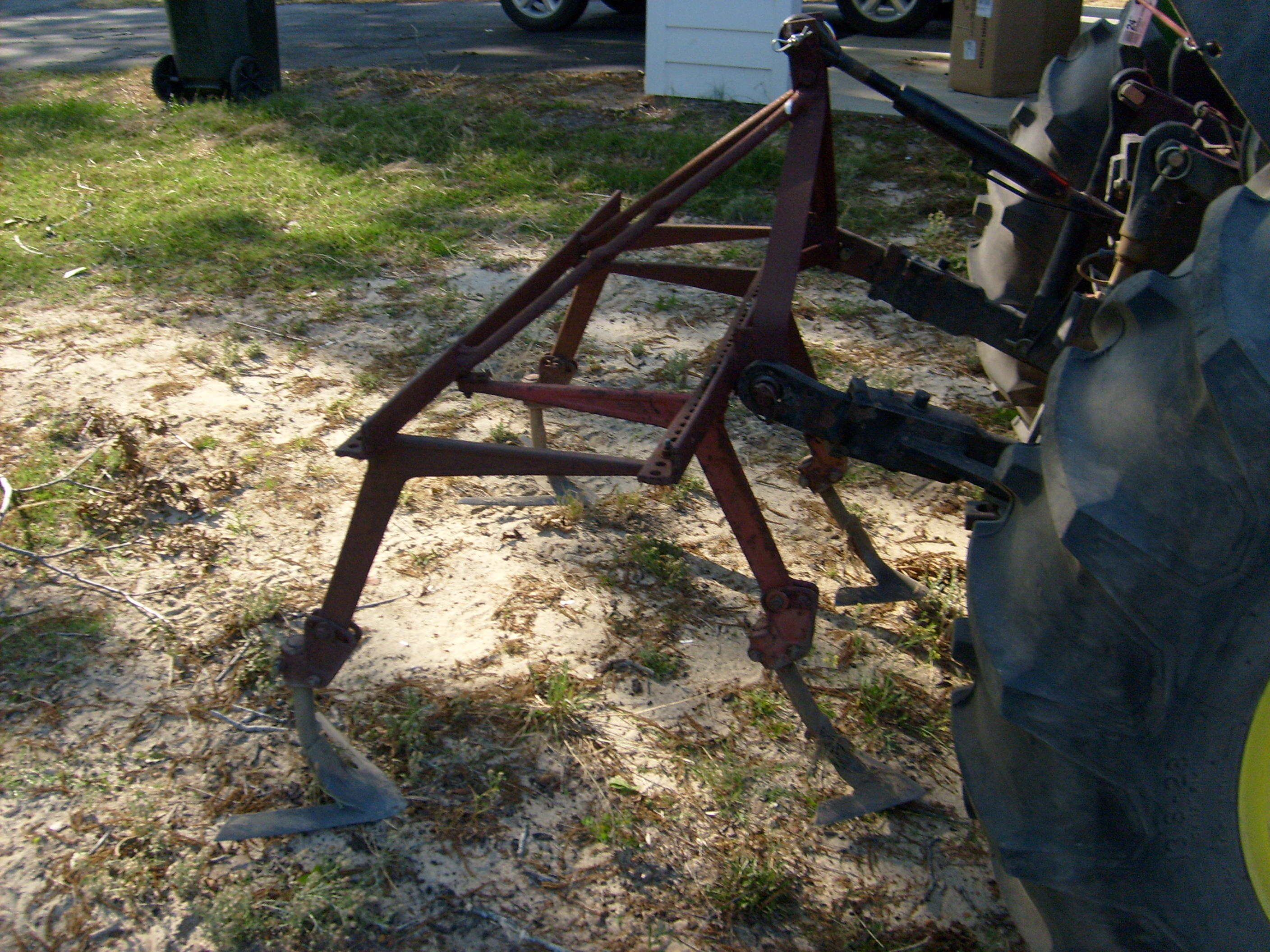